# ODesk
oDesk（オーデスク）はテレワークの雇用管理を行う世界的人材市場である。online deskの短縮形が由来であり、依頼元が時間や場所を問わず雇用できることを意図している。
「オンライン上の職場」と自称しており、2012年12月時点で世界中のフリーランス270万人や依頼元54万社が登録した。
2012年1月29日にドル換算での国別支払総額が米国、オーストラリア、カナダ、英国、アラブ首長国連邦の順であり、
同サイトを通じた2012年の売上高は3.6億ドルと発表した。

## 詳細
オンライン市場では、多くの場合支払管理や収益を登録した請負業者やフリーランサーからの利幅手数料に拠る。
利幅は5−15%の範囲で指定でき、従来の人材派遣会社の相場より大幅に小さい。
依頼元は同サイト内の機能を通じて、作業チームの編成や支払いが可能である。
見込み顧客は無料で求人を掲載でき、 フリーランスの労働者（請負業者）は無料で履歴の公開や入札ができる。
支払は膨大な決済トランザクションを捌く運営システムにより行われ、運営元は支払額の10％を徴収する。
市場運営や会計処理の他、依頼元が受注者の進捗を確認できるoDesk Teamソフトウェアを提供している。
わずか6日間後に契約者の口座へ決済が完了する。
同社のサイトは完全に英語表記であり、全取引は米ドルで決済される。
サイト内で扱う職種は、Web開発からプログラミング・ソフトウェア開発、グラフィックデザイン、執筆や運営補助まで幅広く対応している。
特定のプログラミングスキルから英語力まで様々な分野での自主的な能力テストを提供し、試験結果が応募者の履歴に反映される。